# Gesine Manuwald
Gesine Manuwald (* 13. Juni 1974 in Saarbrücken) ist eine deutsche Klassische Philologin.

## Leben
Manuwald wurde als älteste Tochter des Altphilologen Bernd Manuwald geboren, der damals Wissenschaftlicher Assistent an der Universität des Saarlandes war. Ihre Mutter ist die Altphilologin Anke Manuwald, geborene Ullner. Ihre Schwester ist die Germanistin Henrike Manuwald. Ab 1984 besuchte sie das Gymnasium in Neuss und Düsseldorf. 1992 gewann sie als ersten Preis beim nordrhein-westfälischen Schülerwettbewerb „Alte Sprachen – antike Kulturen“ ein Stipendium der Studienstiftung des deutschen Volkes. 1993 legte sie am Görres-Gymnasium Düsseldorf das Abitur ab.
Ihr Studium der Fächer Latein, Griechisch und Englisch begann sie 1993 an der Albert-Ludwigs-Universität Freiburg. 1995–1997 war sie dort als studentische Hilfskraft tätig, unterbrochen von einem Studienjahr am University College London (1995/1996). 1997 legte sie in Freiburg das Erste Staatsexamen und das Pädagogikum ab. Schon seit dem 1. Juli 1997 war sie wissenschaftliche Angestellte am Sonderforschungsprojekt „Konstitution und Konstruktion von Identität und Alterität in der Tragödie der Römischen Republik“. 1998 legte sie das Rigorosum in Latein, Griechisch und Englisch ab und wurde in Latinistik promoviert. Seit dem Sommersemester 1998 war sie als Lehrbeauftragte am Freiburger Seminar für Klassische Philologie tätig. Im Wintersemester 1998/1999 und im Sommersemester 1999 vertrat sie eine Assistentenstelle in der Latinistik. Bereits im Juni 2000 habilitierte sie sich für Klassische Philologie und erhielt im Oktober den Förderpreis der Albert-Ludwigs-Universität „für die jüngste Habilitation seit vielen Jahren in Anerkennung der damit erbrachten hervorragenden wissenschaftlichen Leistung“.
Von 2003 bis 2008 war sie Heisenberg-Stipendiatin der Deutschen Forschungsgemeinschaft. 2006 wurde sie in Freiburg zur außerplanmäßigen Professorin ernannt. Seit 2008 lehrt und forscht sie am University College London, zunächst als Senior Lecturer in Latin Language and Literature, seit 2012 als Professor of Latin.
Manuwald beschäftigt sich besonders mit den Argonautica des Gaius Valerius Flaccus, an die sie auch ihre Dissertation knüpfte. Ein zweiter Forschungsschwerpunkt ist der Bereich der republikanischen Dramendichtung, vor allem aus dem 3. und 2. Jahrhundert v. Chr. Neben dem Komödiendichter Plautus behandelt sie auch wesentliche Prätexte dieser Epoche.

## Auszeichnungen
- 2000: Förderpreis der Albert-Ludwigs-Universität
- 2001: Heinz-Maier-Leibnitz-Preis der Deutschen Forschungsgemeinschaft
- 2014: Mitglied der Academia Europaea[2]

## Schriften (Auswahl)
- Die Cyzicus-Episode und ihre Funktion in den Argonautica des Valerius Flaccus (= Hypomnemata. Untersuchungen zur Antike und zu ihrem Nachleben. Heft 127). Vandenhoeck und Ruprecht, Göttingen 1999, ISBN 3-525-25224-2 (Dissertation; Digitalisat).
- Fabulae praetextae. Spuren einer literarischen Gattung der Römer (= Zetemata. Heft 108). C. H. Beck, München 2001, ISBN 3-406-48160-4 (Habilitationsschrift)
- Pacuvius, summus tragicus poeta. Zum dramatischen Profil seiner Tragödien (= Beiträge zur Altertumskunde. Band 191). Saur, München/Leipzig 2003, ISBN 3-598-77803-1.
- Cicero, Philippics 3–9. Edited with introduction, translation and commentary (= Texte und Kommentare. Band 30). Zwei Bände, Walter de Gruyter, Berlin/New York 2007, ISBN 978-3-11-019325-1.
- Tragicorum Romanorum fragmenta. Band 2: Ennius. Vandenhoeck & Ruprecht, Göttingen 2012, ISBN 978-3-525-25029-7 (2., überarbeitete Auflage 2023).
- Nero in opera. Librettos as transformations of ancient sources (= Transformationen der Antike. Band 24). Walter de Gruyter, Berlin/Boston 2013, ISBN 978-3-11-031713-8.
- Römisches Theater. Von den Anfängen bis zur frühen Kaiserzeit. A. Francke, Tübingen 2016, ISBN 978-3-8252-4581-8.

Herausgeberschaft
- Identität und Alterität in der frührömischen Tragödie. Würzburg 2000
- Der Satiriker Lucilius und seine Zeit (= Zetemata. Heft 110). München 2001
- mit Astrid Voigt: Flavian epic interactions. Berlin/Boston 2013
- mit Cédric Scheidegger Lämmle: Cicero – Opera omnia. Ed. Andreas Cratander, Basel 1528. Reproduktion des Exemplars der Basler Universitätsbibliothek. Basel 2022